# Nowickia polita
Nowickia polita là một loài ruồi trong họ Tachinidae.